# Proyecto paralelo
En música, un proyecto paralelo es un término utilizado para referirse a un grupo musical formado por una o más personas ya presentes en otras bandas. También puede utilizarse al referirse a bandas o artistas que, de manera temporal, cambian radicalmente de estilo.
Normalmente, estos proyectos enfatizan un aspecto diferente de los intereses artísticos de las otras bandas, ya que muchas veces aparecen composiciones que no encajan en el estilo de un determinado grupo. Estos proyectos pueden terminar por convertirse en el proyecto principal de los músicos formantes (muchas veces por defunción de las bandas preexistentes). No obstante, no hay que confundir este término con el caso en el que, después de la disolución de una banda, sus miembros formen otros grupos o comiencen su carrera en solitario.

## Proyectos paralelos famosos
- The Breeders, con miembros de Pixies y Throwing Muses.
- Gorillaz, una banda virtual compuesta por cuatro personajes animados, creada por Damon Albarn (de Blur) y Jamie Hewlett, coautor de la serie de cómics Tank Girl.
- Dead By Sunrise, proyecto de Chester Bennington (de Linkin Park).
- Fort Minor, el proyecto de hip hop de Mike Shinoda (de Linkin Park).
- Mike and the Mechanics, proyecto de Mike Rutherford (de Genesis).
- The Network, proyecto paralelo de los miembros de Green Day.
- Temple Of The Dog, con varios miembros de Pearl Jam y Soundgarden.
- Probot, un proyecto de Dave Grohl junto a cantantes de heavy metal de los 70 y 80.
- Tom Tom Club, formados por Tina Weymouth y Chris Frantz, miembros de Talking Heads.
- Some Devil, proyecto paralelo de Dave Matthews de Dave Matthews Band.
- Box Car Racer, formado por Tom DeLonge y Travis Barker (ambos de blink-182) junto a David Kennedy de Hazen Street. Después crearon Angels and Airwaves, un grupo de rock alternativo junto al ex bajista de los Distillers Ryan Sinn y el batería de The Offspring Atom Willard (actualmente es el proyecto principal para algunos de los miembros).
- The Glove, proyecto paralelo de Robert Smith (cantante de The Cure) y Steven Severin (de Siouxsie and the Banshees).
- Joxe Ripiau, en principio proyecto paralelo de Iñigo Muguruza (quien entonces militaba en Negu Gorriak) y Jabier Muguruza (quien tenía labrada una carrera como solista y con Les Mecaniciens). Cuando se disolvieron Negu Gorriak, Joxe Ripiau pasó a ser el proyecto principal de Iñigo.
- Emigrate, formada por Richard Kruspe (Guitarrista de Rammstein), y que a la vez incluye miembros de Axel Bauer y Clawfinger. Aunque también se sabe que esta banda es vista como el proyecto en solitario de Kruspe.
- Moderatto, formada por algunos miembros de Fobia (banda). Algunos miembros de esta banda consideran esta su proyecto principal.
- Los Concorde, banda formada por Leonardo de Lozanne (Fobia (banda)), Jonás (Plastilina Mosh, Lino Nava de La Lupita (banda) y Mauricio Clavería (exbaterista de La Ley.

- Datos: Q2707384